# Nuoto ai Giochi della XVIII Olimpiade - Staffetta 4x100 metri misti femminile
La competizione della staffetta 4x100 metri misti femminili di nuoto ai Giochi della XVIII Olimpiade si è svolta nei giorni 16 e 18 ottobre 1964 allo Yoyogi National Gymnasium di Tokyo.

## Programma
| Data            | Round      | Note                           |
| --------------- | ---------- | ------------------------------ |
| 16 ottobre 1964 | 2 Batterie | I migliori 8 tempi alla finale |
| 18 ottobre 1964 | Finale     |                                |

## Risultati

### Batterie
| Pos. | Nazione          | Atleti             | Tempo Indiv | Tempo  | Posizione |
| ---- | ---------------- | ------------------ | ----------- | ------ | --------- |
| 1    | Unione Sovietica | Tat'jana Savel'eva | 1'10"5      | 4'39"1 | 1         |
| 1    | Unione Sovietica | Svetlana Babanina  | 1'15"2      | 4'39"1 | 1         |
| 1    | Unione Sovietica | Tetjana Dev"jatova | 1'10"0      | 4'39"1 | 1         |
| 1    | Unione Sovietica | Natal'ja Bystrova  | 1'03"4      | 4'39"1 | 1         |
| 2    | Giappone         | Satoko Tanaka      | 1'08"6      | 4'40"6 | 2         |
| 2    | Giappone         | Noriko Yamamoto    | 1'20"6      | 4'40"6 | 2         |
| 2    | Giappone         | Eiko Takahashi     | 1'08"0      | 4'40"6 | 2         |
| 2    | Giappone         | Michiko Kihara     | 1'03"4      | 4'40"6 | 2         |
| 3    | Paesi Bassi      | Corrie Winkel      | 1'11"5      | 4'44"1 | 5         |
| 3    | Paesi Bassi      | Klenie Bimolt      | 1'18"1      | 4'44"1 | 5         |
| 3    | Paesi Bassi      | Adrie Lasterie     | 1'12"4      | 4'44"1 | 5         |
| 3    | Paesi Bassi      | Erica Terpstra     | 1'02"1      | 4'44"1 | 5         |
| 4    | Australia        | Nanette Duncan     | 1'13"0      | 4'52"3 | 9         |
| 4    | Australia        | Marguerite Ruygrok | 1'21"3      | 4'52"3 | 9         |
| 4    | Australia        | Linda McGill       | 1'16"1      | 4'52"3 | 9         |
| 4    | Australia        | Dawn Fraser        | 1'01"3      | 4'52"3 | 9         |

| Pos. | Nazione       | Atleti              | Tempo Indiv | Tempo  | Posizione |
| ---- | ------------- | ------------------- | ----------- | ------ | --------- |
| 1    | Stati Uniti   | Nina Harmer         | 1'10"4      | 4'41"6 | 3         |
| 1    | Stati Uniti   | Judy Reeder         | 1'22"3      | 4'41"6 | 3         |
| 1    | Stati Uniti   | Sue Pitt            | 1'07"0      | 4'41"6 | 3         |
| 1    | Stati Uniti   | Lillian Watson      | 1'01"9      | 4'41"6 | 3         |
| 2    | Germania      | Ingrid Schmidt      | 1'11"2      | 4'43"2 | 4         |
| 2    | Germania      | Bärbel Grimmer      | 1'19"3      | 4'43"2 | 4         |
| 2    | Germania      | Heike Hustede-Nagel | 1'09"6      | 4'43"2 | 4         |
| 2    | Germania      | Martina Grunert     | 1'03"2      | 4'43"2 | 4         |
| 3    | Gran Bretagna | Linda Ludgrove      | 1'10"6      | 4'44"3 | 6         |
| 3    | Gran Bretagna | Stella Mitchell     | 1'20"0      | 4'44"3 | 6         |
| 3    | Gran Bretagna | Mary Anne Cotterill | 1'10"2      | 4'44"3 | 6         |
| 3    | Gran Bretagna | Liz Long            | 1'03"5      | 4'44"3 | 6         |
| 4    | Canada        | Eileen Weir         | 1'10"3      | 4'46"6 | 7         |
| 4    | Canada        | Marion Lay          | 1'22"9      | 4'46"6 | 7         |
| 4    | Canada        | Mary Stewart        | 1'09"7      | 4'46"6 | 7         |
| 4    | Canada        | Helen Kennedy       | 1'03"7      | 4'46"6 | 7         |
| 5    | Ungheria      | Mária Balla-Lantos  | 1'11"5      | 4'48"9 | 8         |
| 5    | Ungheria      | Zsuzsa Kovács       | 1'23"0      | 4'48"9 | 8         |
| 5    | Ungheria      | Márta Egerváry      | 1'12"0      | 4'48"9 | 8         |
| 5    | Ungheria      | Csilla Madarász     | 1'02"4      | 4'48"9 | 8         |

### Finale
| Pos.    | Nazione          | Atleti              | Tempo Indiv | Tempo  |
| ------- | ---------------- | ------------------- | ----------- | ------ |
| Oro     | Stati Uniti      | Cathy Ferguson      | 1'08"6      | 4'33"9 |
| Oro     | Stati Uniti      | Cynthia Goyette     | 1'18"3      | 4'33"9 |
| Oro     | Stati Uniti      | Sharon Stouder      | 1'06"1      | 4'33"9 |
| Oro     | Stati Uniti      | Kathleen Ellis      | 1'00"9      | 4'33"9 |
| Argento | Paesi Bassi      | Corrie Winkel       | 1'12"2      | 4'37"0 |
| Argento | Paesi Bassi      | Klenie Bimolt       | 1'18"5      | 4'37"0 |
| Argento | Paesi Bassi      | Ada Kok             | 1'05"0      | 4'37"0 |
| Argento | Paesi Bassi      | Erica Terpstra      | 1'01"3      | 4'37"0 |
| Bronzo  | Unione Sovietica | Tat'jana Savel'eva  | 1'11"1      | 4'39"2 |
| Bronzo  | Unione Sovietica | Svetlana Babanina   | 1'15"3      | 4'39"2 |
| Bronzo  | Unione Sovietica | Tetjana Dev"jatova  | 1'09"3      | 4'39"2 |
| Bronzo  | Unione Sovietica | Natal'ja Ustinova   | 1'03"5      | 4'39"2 |
| 4       | Giappone         | Satoko Tanaka       | 1'09"5      | 4'42"0 |
| 4       | Giappone         | Noriko Yamamoto     | 1'20"5      | 4'42"0 |
| 4       | Giappone         | Eiko Takahashi      | 1'09"3      | 4'42"0 |
| 4       | Giappone         | Michiko Kihara      | 1'02"7      | 4'42"0 |
| 5       | Gran Bretagna    | Jill Norfolk        | 1'12"1      | 4'45"8 |
| 5       | Gran Bretagna    | Stella Mitchell     | 1'19"8      | 4'45"8 |
| 5       | Gran Bretagna    | Mary Anne Cotterill | 1'09"4      | 4'45"8 |
| 5       | Gran Bretagna    | Liz Long            | 1'04"5      | 4'45"8 |
| 6       | Canada           | Eileen Weir         | 1'11"5      | 4'49"9 |
| 6       | Canada           | Marion Lay          | 1'23"9      | 4'49"9 |
| 6       | Canada           | Mary Stewart        | 1'09"3      | 4'49"9 |
| 6       | Canada           | Helen Kennedy       | 1'05"2      | 4'49"9 |
| -       | Germania         | Ingrid Schmidt      | 1'11"2      | Squal. |
| -       | Germania         | Bärbel Grimmer      | 1'19"0      | Squal. |
| -       | Germania         | Heike Hustede-Nagel | 1'10"8      | Squal. |
| -       | Germania         | Martina Grunert     | 1'10"5      | Squal. |
| -       | Ungheria         | Mária Balla-Lantos  | 1'12"3      | Squal. |
| -       | Ungheria         | Zsuzsa Kovács       | 1'23"6      | Squal. |
| -       | Ungheria         | Márta Egerváry      | 1'11"4      | Squal. |
| -       | Ungheria         | Csilla Madarász     | 1'01"4      | Squal. |